# Rauma
Rauma (švedski: Raumo) je grad u istoimenoj općini na zapadnoj obali Finske, 92 km sjeverno od grada Turkua, i 50 km južno od Porija. Stari grad Rauma je od Švedske dobio gradsku povelju 17. svibnja 1442. godine, a od 18. stoljeća je bio poznat po visokokvalitetnoj čipki i autohtonoj drvenoj arhitekturi središta grada koje je upisano na UNESCO-ov popis mjesta svjetske baštine u Europi 1991. godine (prošireno 2009. godine).

## Povijest
Ime grada "Rauma" potječe od germanske riječi strauma, u značenju "potok".
Prije no što je postao gradom, u 14. stoljeću, u Raumi se nalazio franjevački samostan i katolička crkva. Iako su Raumi dodijelili status grada još 1442. godine, švedske vlasti su naredile stanovnicima grada da se presele u novoosnovani Helsinki 1550. godine kako bi ga razvili, što su oni vješto izbjegli i nastavili razvijati Raumu.
Bogati stanovnici su podigli brojne drvene građevine koje su sve izgorjele u dva katastrofalna požara, 1640. i 1682. godine. Drveno gradsko središte s oko 600 građevina, koje je sačuvano i upisano kao svjetska baština, pokriva oko 300 m², kolika je Rauma bila 1809. godine. Neorenesansni oblik zgrada je nastao interakcijom građana s ostatkom Europe putem morske trgovine. Rauma je najviše trgovala s Njemačkom, Stockholmom i Baltičkim državama. God. 1897., Rauma je imala najveću flotu jedrenjaka u Finskoj s 57 brodova. Tih godina u Raumi je otvorena učiteljska škola koja je kasnije pripojena Sveučilištu u Turku, a čiji odjel još uvijek djeluje u Raumi.
Nakon Prvog svjetskog rata Rauma se razvila u industrijsko središte u kojem se razvijala brodogradnja, industrija papira i metalurgija. Njena luka je peta po veličini u Finskoj s više od 6 mlijuna tona prometa godišnje.

## Znamenitosti
Svjetska baština, Stara Rauma (Vanha Rauma) u središtu grada, pokriva oko 300 m² i sastoji se od oko 600 drvenih građevina u kojima živi oko 800 stanovnika. Najstarije građevine su iz 18. stoljeća, poput ribarske kuće Kirsti i brodovlasničke kuće Marela koje imaju pročelja iz 19. stoljeća i pretvorene su u muzeje grada.
Ostale znamenitosti Raume su: Srednjovjekovna kamena Crkva sv. Križa i Franjevački samostan iz 15. stoljeća, te Stara gradska vijećnica iz 1776. godine.
- Trg Helsinkija u Starom gradu
- Ulica u Starom gradu
- Kuća Marela
- Muzej umjetnosti

## Kultura
U Raumi je djelomice održan izvorni finski dijalekt, tzv. "Raumski jezik" (Rauman giäl) u kojemu se mogu naći brojne riječi iz švedskog, engleskog i njemačkog jezika.
Od događanja u Raumi najvažniji je anualni "Tjedan čipke" koji se održava od 1971. godine, a sastoji se od brojnih izložbi čipke malih obrtnika širom grada, koncertima i predstavama, a završava tzv. "Noći crne čipke" kada su prodavaonice čipke otvorene dugo u noć.

## Gradovi prijatelji
Rauma ima ugovore o partnerstvu sa sljedećim gradovima:
- Álftanes, Island
- Gävle, Švedska
- Gjøvik, Norveška
- Kapošvar, Mađarska
- Kolpino, Rusija
- Næstved, Danska

## Vanjske poveznice
- Službena stranica grada Raume  Arhivirana inačica izvorne stranice od 18. svibnja 2014. (Wayback Machine) (engl.)
- Länsi-Suomi - najčitanije novine (fin.)
- Kolekcija 3D modela građevina iz Raume na 3D Warehouse-u  Arhivirana inačica izvorne stranice od 19. prosinca 2011. (Wayback Machine)